# Indische Badmintonmeisterschaft 2002/03
Die Indische Badmintonmeisterschaft der Saison 2002/2003 fand Anfang Februar 2003 in Guwahati statt. Es war die 67. Austragung der nationalen Titelkämpfe im Badminton in Indien. 

## Finalergebnisse
| Disziplin    | Sieger                           | Finalist                          | Ergebnis           |
| ------------ | -------------------------------- | --------------------------------- | ------------------ |
| Herreneinzel | Abhinn Shyam Gupta               | Chetan Anand                      | 15-13, 5-15, 15-13 |
| Dameneinzel  | Aparna Popat                     | B. R. Meenakshi                   | 11-3, 7-11, 13-10  |
| Herrendoppel | Markose Bristow Rupesh Kumar     | Jaseel P. Ismail Jaison Xavier    | 17-15, 15-3        |
| Damendoppel  | Shruti Kurien Jwala Gutta        | Manjusha Kanwar Archana Deodhar   | 11-5, 11-1         |
| Mixed        | Jaseel P. Ismail Manjusha Kanwar | Valiyaveetil Diju Fathima Nazneen | 11-7, 11-0         |